# Управление основными данными
Управление основными данными (управление мастер-данными, англ. master data management, MDM) — совокупность процессов и инструментов для постоянного определения и управления основными данными организации (в том числе справочными). Можно встретить и другое название — управление справочными данными (англ. reference data management, RDM), к этому варианту примыкает используемое на постсоветском пространстве фактически как синоним MDM понятие управления нормативно-справочной информацией (НСИ; хотя изначально в его рамках подразумевались только фиксированные, исходно наполняемые и изменяемые только в редких случаях справочники, что ближе по первоначальному смыслу к конфигурационным данным).
Мастер-данные — это данные с важнейшей для ведения бизнеса информацией: о клиентах, продуктах, услугах, персонале, технологиях, материалах и так далее. Они относительно редко изменяются и не являются транзакционными.
Подходом к управлению основными данными предусматриваются такие процессы как сбор, накопление, очистка данных, их сопоставление, консолидация, проверка качества и распространение данных в организации, обеспечение их последующей согласованности и контроль использования в различных операционных и аналитических приложениях.
Цель управления основными данными — удостовериться в отсутствии повторяющихся, неполных, противоречивых данных в различных областях деятельности организации. Например, данные о клиентах, возникающие и изменяющиеся в CRM-системе, должны соответствовать данным о контрагентах в ERP-системе и образовывать измерение в хранилище данных, доступное в BI-системе, — согласование этой информации и составляет одну из задач управления основными данными организации. Пример некачественного управления основными данными — это работа банка с клиентом, который уже использует кредитный продукт, однако по-прежнему получает предложения взять такой кредит. Причина неправильного поведения — отсутствие актуальных данных из автоматизированной банковской системы в CRM.